# Standaarddrager
Een standaarddrager was een man in het Romeinse leger die een van de standaards mocht dragen. Deze dienden als verzamelpunt en het was ook een herkenningsteken in veldslagen. Deze symbolen waren heel belangrijk in het Romeins leger. De standaarddragers gingen pas op stap als het volledig legioen een kamp verliet. Een standaard was een ereteken van Rome zelf: het had een grote waarde en het was een ramp als er een standaard verloren ging.
Als er een standaard verloren ging deed het Romeinse leger er alles aan om het terug te winnen. Zo maakte het Romeinse leger een tocht door Duitsland om de standaards terug te veroveren die ze verloren hadden in de slag bij het Teutoburgerwoud (9 n.C.).
De standaards werden gedragen door jongere mannen. Meestal waren ze licht bewapend of onbewapend. Velen stierven op het slagveld. 
Het was voor een standaarddrager een hele eer dit te mogen doen.

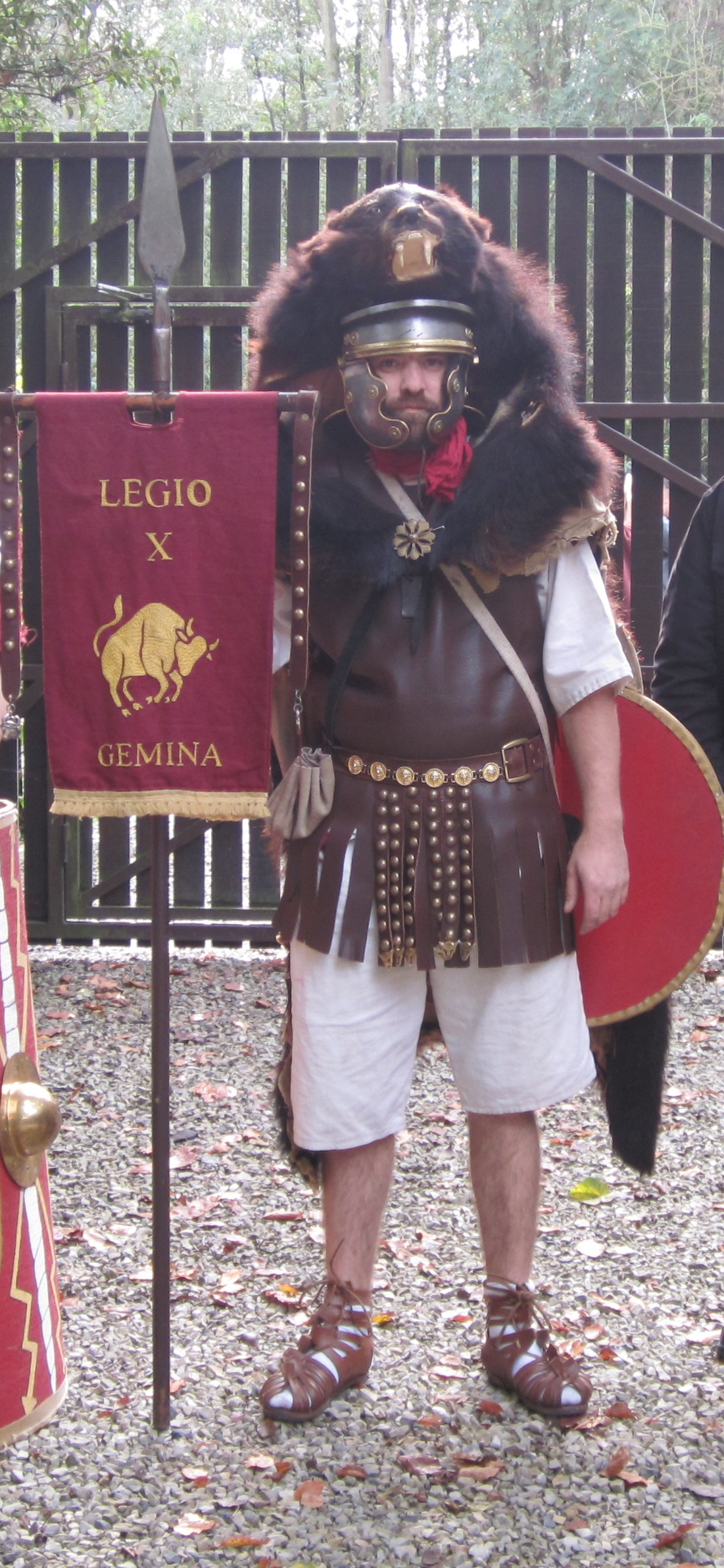
Standaarddrager

## 2 belangrijke voorbeelden
- De belangrijkste standaard is de aquila. Deze wordt gedragen door de aquilifer. Het is een arend en het is het belangrijkste symbool van een legioen.
- Er was ook een ‘imago’, die gedragen werd door de ‘imaginifer’. Een imago was een beeltenis van de huidige keizer, de wettelijke opperbevelhebber, en dus ook belangrijk voor het legioen.